# Mathilde Norholt
Mathilde Norholt, née le 23 mars 1983 à Copenhague, est une actrice danoise.

## Filmographie
- 1994 : Snøvsen ta'r springet (da) : Pernille Blomme
- 2005 : Klovn (da) (série télévisée) : l'autostoppeuse #1
- 2006 : Offscreen : Mathilde
- 2007 : Hvid nat (da) : l'amie de Saras
- 2009 : Sorte kugler (da) : Nadja
- 2008-2009 : 2900 Happiness (da) (série télévisée) : Silke
- 2009 : Æg & bacon (court métrage) : Ellen
- 2011 : Alla Salute! (série télévisée) : Sigrid
- 2011 : Chloe Likes Olivia (court métrage) : Olivia
- 2011 : Something in the Air : Sofie
- 2009-2011 : Kristian (da) (série télévisée) : Pernille
- 2011-2012 : Lykke (da) (série télévisée) : Maja
- 2012 : Jul i kommunen (série télévisée) : Klara Kastrup
- 2013 : 4Reality : Maria
- 2014 : Father of Four : Motorsavskonferencier
- 2014 : Momentum (court métrage) : Anna
- 2015 : Nattebarn (court métrage) : Matt
- 2016 : Iværksætteren (série télévisée) : Maria
- 2016 : Black Lake (série télévisée) : Mette